# École de Cnide
L'école de Cnide est une école de médecine grecque du Ve siècle av. J.-C., à l'origine d'une part importante du corpus hippocratique, bien qu'il demeure délicat de déterminer ses contributions avec certitude. Réputée pour sa méthode plus empiriste que spéculative, Galien rapporte qu'elle rivalisait avec une école d'Italie et surtout avec celle de Cos, qui comptait le plus grand nombre de médecins renommés. Hippocrate reprochait aux Cnidiens de ne pas savoir dénombrer et identifier les maladies à partir de leurs symptômes, mais ces polémiques manifestent en réalité davantage leur rivalité que des différences fondamentales. Les découvertes archéologiques récentes indiquent que les asclépiades de Cnide et de Cos formaient une sorte de ligue en dépit de leur antagonisme, jouissant par exemple de privilèges communs dans le temple de Delphes. L'histoire de la médecine a cependant longtemps considéré ces deux cénacles comme porteurs deux approches radicalement divergentes.